# Field of Dreams
Field of Dreams es una película estadounidense de drama fantástico y deporte de 1989 escrita y dirigida por Phil Alden Robinson, basada en la novela de 1982 Shoeless Joe, de W. P. Kinsella. Está protagonizada por Kevin Costner, Amy Madigan, James Earl Jones, Ray Liotta y Burt Lancaster, que actuó por última vez en su carrera en esta producción. La película cuenta la historia de Ray Kinsella (Costner), un granjero de Iowa que construye un campo de béisbol en su campo de maíz que atrae a los fantasmas de antiguas leyendas del béisbol, como Shoeles Joe Jackson (Liotta) y los Chicago Black Sox.
La película se estrenó el 5 de mayo de 1989. Recibió valoraciones generalmente positivas por parte de la crítica y fue nominada a tres Premios Óscar en 1989 por «Mejor película», «Mejor guion adaptado», y «Mejor banda sonora». En 2017, la Biblioteca del Congreso de Estados Unidos la seleccionó para ser preservada en el Registro Nacional de Cine como una película "cultural, histórica o estéticamente significativa".

## Argumento

Sembradío de maíz en Iowa.

Mientras se encontraba caminando en su sembrado de maíz en Iowa, el granjero Ray Kinsella (Kevin Costner) se sorprende al escuchar una voz que le susurra: «Si lo construyes, él vendrá»; y también se le presenta un espejismo: el de un enigmático parque de pelota a la distancia. Su esposa, Annie (Amy Madigan), no cree las palabras de Ray cuando este le relata su experiencia, pero de todos modos le permite construir el terreno de juego que él había observado en su ensoñación.   
Sin embargo, la obra les ocasiona la ruina económica. Ray y Annie discuten si vuelven a sembrar maíz en esa parcela, pero su pequeña hija Karin (Gaby Hoffman) les sorprende al decirles que ha mirado un hombre en el terreno de juego. Ray descubre que el sujeto es Shoeless Joe Jackson (Ray Liotta), un beisbolista que había sido muy querido por su padre ya fallecido. Emocionado por volver a jugar al béisbol, Joe les pregunta si podría invitar a otros peloteros para armar una partida. Cuando retorna, lo hace con siete jugadores que habían sido sancionados en el famoso escándalo de los Medias Negras del año 1919.
El cuñado de Ray, Mark (Timothy Busfield), es incapaz de ver a los peloteros en acción, y previene a Ray que irá a la quiebra a menos que vuelva a sembrar en el sitio. En otra ocasión, Ray escucha nuevamente la voz que le susurra la frase: «alivia su dolor». Días después, cuando asiste a una reunión colegial en la que se debatía la prohibición de los libros del retirado activista político Terence Mann (James Earl Jones), Ray concluye que la voz se refería a este autor. Posteriormente, lee una entrevista con el mismo Terence Mann en la que este relata su sueño de infancia, que consistía en jugar con los Brooklyn Dodgers, así como mostraba su decepción cuando este equipo se trasladó a Los Ángeles; Ray pronto convence a Annie de que debe buscar a Mann, después de que ambos dijeran haber compartido el mismo sueño en el que Ray y Terence se encontraban en un juego de pelota.
Cuando le encuentra en la ciudad de Boston, Mann niega haber dicho esas palabras, pero Ray le convence de que vayan a un juego de pelota en el Fenway Park. Allí Ray escucha nuevamente la voz, que le urge «mirar a la distancia». Pronto observa el marcador del estadio que indica las estadísticas del jugador Archibald «Moonlight» Graham (Burt Lancaster), quien había jugado para los New York Giants en 1922, pero que nunca tuvo la oportunidad de tomar el bate. Luego, Mann admite haber visto lo mismo, y juntos viajan a Chisholm, Minnesota, donde se enteran de que Graham era un médico, pero que había fallecido dieciséis años antes.
Ray decide tomar un paseo nocturno, pero se sorprende cuando advierte que se encuentra en 1972, el mismo año que Graham había muerto. De pronto, le encuentra en la calle y ambos sostienen una conversación. Graham le confiesa que aunque se lamenta de no haber bateado en las Grandes Ligas, hubiera sido peor no haberse convertido en médico. Por tanto, rechaza la invitación de Ray de acompañarle al campo de pelota que había construido, para hacer realidad su sueño de batear en un juego.
Cuando Ray y Mann se dirigen a Iowa, Ray le da un aventón a un jovencito (Frank Whaley) que se presenta a sí mismo como Archie Graham , es decir, el pelotero Moonlight Graham. Mientras el chico se encuentra dormido, Ray confiesa que a la edad de catorce años, había rehusado jugar a la pelota con su padre, después de haber leído uno de los libros de Mann. Además, revela que a los diecisiete, y después de una discusión con su padre acerca de los desmanes de Shoeless Joe Jackson, dejó su casa y nunca se volvieron a ver. Ya en la granja, varios jugadores se encontraban en el parque de pelota, tanto que habían formado dos equipos, lo que Archie aprovecha para tomar parte del juego.
La mañana siguiente, Mark le ruega a Ray que venda la granja, pero la pequeña Karin señala que no hay necesidad, puesto que mucha gente pagará por ver los juegos de pelota. De igual manera, Terence concuerda que la gente llegará, además, con el objetivo de revivir la inocencia de la infancia. Por tanto, Ray se niega a vender la propiedad. Frustrado, Mark tiene un altercado con Ray, y accidentalmente provoca que Karin caiga desde el pequeño graderío en que se encontraban. El joven Archie corre para auxiliar a la pequeña, y luego de traspasar la línea del campo, se convierte en el doctor Graham, ya anciano. Tras socorrer a la niña, Ray se da cuenta de que Graham no puede retornar al terreno de juego como un joven. Pese a todo, el doctor le reafirma el orgullo por su profesión, y retorna al campo de pelota para despedirse de los otros beisbolistas. De repente, Mark observa a todos los jugadores, y cambia su opinión acerca de la venta de la granja.
Después del juego, Joe invita a Terence a caminar a través del maizal. Terence acepta y desaparece, pero Ray se disgusta al no haber sido invitado. Shoeless Joe le reconviene por el hecho de buscar una retribución, y le recuerda que lo que hizo fue por aquella voz que le había susurrado: «si lo construyes, él vendrá», y acto seguido mira al home. Allí se encuentra un receptor, que se quita la careta y Ray reconoce en él a su padre John cuando era joven.
Ray presenta a su esposa Annie y su hija Karin a su padre, y cuando este retorna al maizal, Ray le pregunta si desea jugar a la pelota. Su padre asiente, y mientras juegan, comienzan a llegar cientos de vehículos al parque de pelota, por lo que las predicciones de Karin y Terence de que la gente llegaría a ver béisbol, se hicieron realidad.

## Reparto
Principal
- Kevin Costner como Ray Kinsella.
- Amy Madigan como Annie Kinsella.

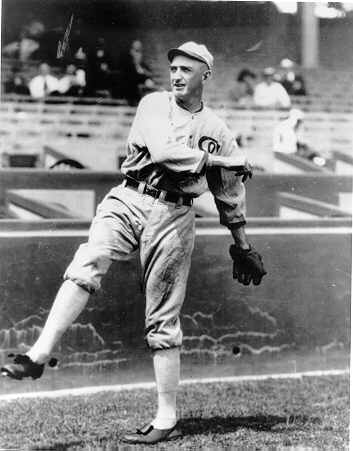
El beisbolista Shoeless Joe Jackson, quien fue interpretado por Ray Liotta en Field of Dreams.

- James Earl Jones como Terence Mann.
- Ray Liotta como Shoeless Joe Jackson.
- Burt Lancaster como el Dr. Archibald "Moonlight" Graham.
- Timothy Busfield como Mark.
- Frank Whaley como Archie Graham.
- Gaby Hoffmann como Karin Kinsella.
- Dwier Brown como John Kinsella.
- Fern Persons como la madre de Annie.

En el rol de los jugadores
- Art LaFleur como Chick Gandil.
- Michael Milhoan como Buck Weaver.
- Steve Eastin como Eddie Cicotte.
- Charles Hoyes como Swede Risberg.

Otros
- Kelly Coffield Park como Dee, la esposa de Mark.
- Matt Damon y Ben Affleck, espectadores en el juego del Fenway Park.

## Producción

### Guion
El argumento de la novela Shoeless Joe de W. P. Kinsella, no tenía como objetivo convertirse en un libro sobre la importancia del béisbol en la nación. Muy por el contrario, aunque sí existe el trasfondo del juego, se centra en la relación entre padres e hijos, y la búsqueda de una segunda oportunidad en la vida.
El director Phil Alden Robinson había leído la obra en 1981, y le gustó tanto que la mostró a los productores Lawrence y Charles Gordon. Lawrence sugirió una adaptación a los estudios de la  20th Century Fox, donde él trabajaba y de la que eventualmente sería presidente, pero la compañía rechazó la propuesta ya que consideraba el argumento muy «esotérico» y de «escaso valor comercial». De igual forma, quien se convertiría en el director artístico de Field of Dreams, John Lindley, opinaba que era difícil adaptar el libro, pues consideraba el tema demasiado atípico.  De todos modos, Robinson continuó escribiendo el guion, y también se comunicaba con Kinsella para cualquier consejo. Cuando Gordon dejó de trabajar en los estudios de la Fox en 1986, recomendó la adaptación de  Shoeless Joe a  Universal Studios que aceptó el proyecto en 1987. 
Para Robinson, los personajes de Field of Dreams, necesitaban de una redención. Para el caso, Ray Kinsella quería reconciliarse con su padre fallecido; Shoeless Joe Jackson debía recuperar su honorabilidad; y Moonlight Graham ansiaba tomar el bate en un juego de Grandes Ligas que por sesenta años había deseado.
Un caso especial es el de Terence Mann. Este personaje no se encuentra en el libro, en cambio, existe el del autor J. D. Salinger a quien Kinsella admiraba. Cuando escribía Shoeless Joe, Salinger se había aislado del mundo, pero Kinsella sabía de su sueño de jugar en el parque de pelota Polo Grounds, por lo que no se resistió al hecho de incluirlo en el texto como un sujeto que sale de su reclusión y cumple dicho deseo. Al saber que había sido mencionado en el libro, a Salinger no le gustó la idea, y se amenazó con demandas si ese personaje era retomado en una película o programa de televisión. Por eso, Field of Dreams tiene el personaje de Terence Mann, quien tenía como deseo jugar en el Ebbets Field y no el Polo Grounds como Salinger.
Por otro lado, la película se rodaba con el mismo tema de la novela, pero los ejecutivos decidieron renombrarla como Field of Dreams. A Robinson no le gustó la idea, pues decía que «le encantaba el título de “Shoeless Joe”; porque el título era ideal para una cinta que se trataba de sueños postergados», pero cuando llamó a Kinsella para comunicarle el cambio, el autor le reveló que el título original era The Dream Field, y que  Shoeless Joe había sido en realidad impuesto por el editor.

### Casting
En un primer momento, Kevin Costner había sido descartado para el rol principal, pues Robinson y los productores pensaban que no desearía participar en otra película sobre béisbol, ya que en 1988 había actuado en la cinta Bull Durham. Por eso ya tenían en mente a otro actor que al final no entró en el reparto, por lo que Costner aceptó. Cuando leyó el guion, opinó que el filme podría ser muy representativo de la generación de aquellos años, tanto como lo había sido It's a Wonderful Life. Por otra parte, Costner apoyó a Robinson en la producción, pues este había tenido un mal debut comercial con su primera película:  In the Mood. Por su parte, Amy Madigan era una entusiasta del libro Shoeless Joe, y se añadió a la producción como la esposa de Costner. 
El personaje de Terence Mann, que tenía relación con J. D. Salinger, fue concebido por el mismo Robinson, quien tenía en mente al actor James Earl Jones como su intérprete ideal, ya que creía que sería divertido observar a Ray Kinsella tratando de secuestrar al fornido de Jones. Por otra parte, Robinson originalmente había imaginado que el personaje de Shoeless Joe Jackson debía ser interpretado por un actor cuarentón, con más años que Costner, con la intención de mostrarlo como un padre sustituto, pero decidió que Ray Liotta era mejor para el papel a pesar de no llenar la característica que él deseaba, que era la de ambigüedad en el personaje. En cuanto a Burt Lancaster, en un principio no le había gustado el guion, pero cambió de opinión tras ser convencido por un amigo fanático del béisbol.
Cabe agregar que el entrenador de béisbol de los Trojans de la Universidad del Sur de California (USC por sus siglas en inglés), Rod Dedeaux, fue contratado como consejero después de leer la novela, y este se acompañó de Don Buford, exalumno de la USC y campeón de la Serie Mundial de 1970 con los Baltimore Orioles, para adiestrar a los actores.

### Rodaje

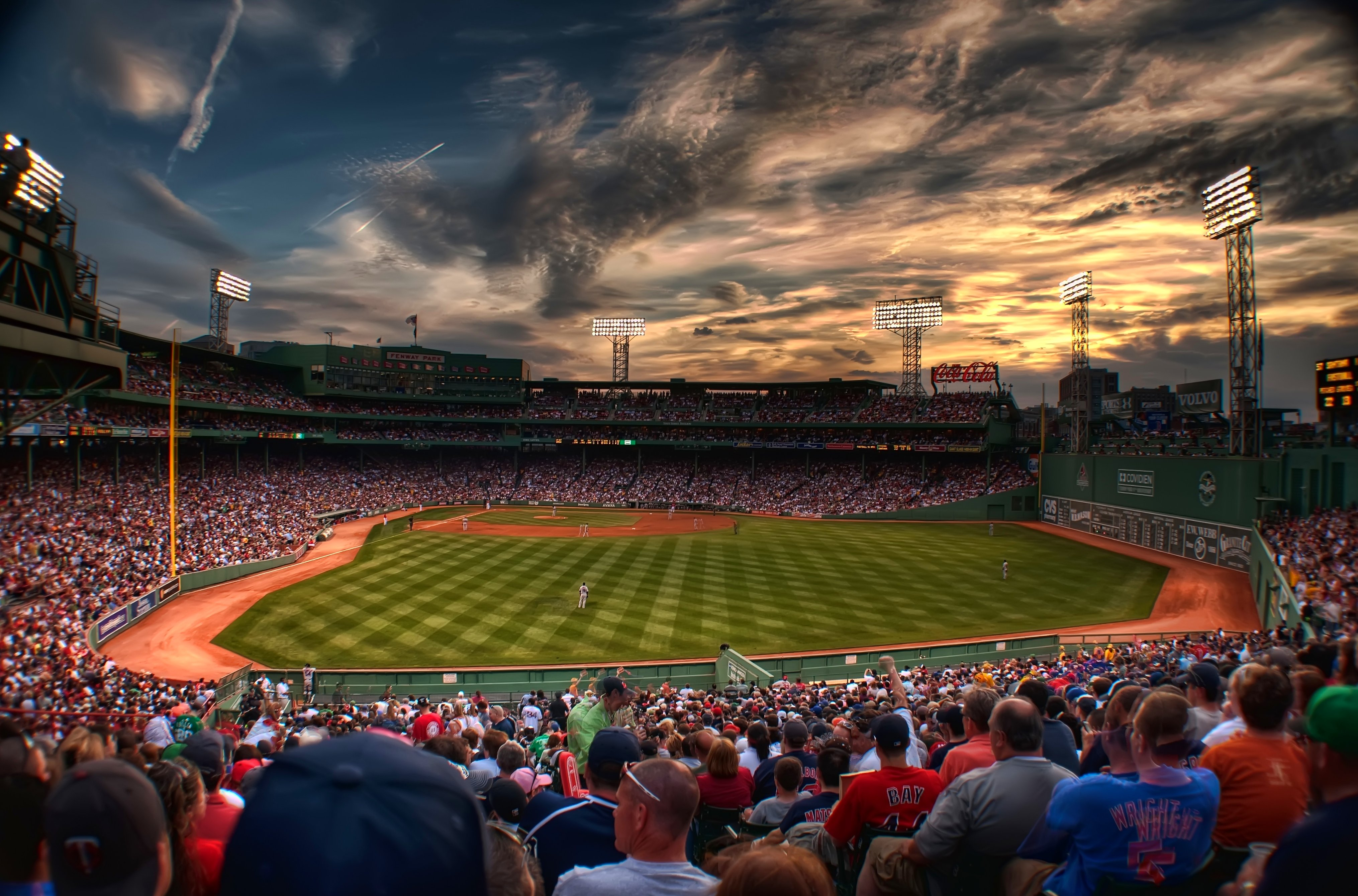
En el Fenway Park se rodó una escena de la película.

El filme comenzó a rodarse el 25 de mayo de 1988, con el calendario de trabajo adecuado a los compromisos de Costner, quien debía partir en agosto para participar en la película Revenge. Sin embargo, esta producción retrasó su inicio, por lo que Costner se dedicó por entero a Field of Dreams.
El rodaje se llevó a cabo seis días a la semana, con algunos problemas climáticos y de horario. Para el caso, las plantas de maíz crecían muy lento, por lo que un sistema de irrigación artificial se utilizó para que las plantas crecieran a la misma altura de Costner. Debido a este contratiempo, las escenas de interiores fueron prioridad. En su mayor parte, las escenas se filmaron en el condado de Dubuque, Iowa, donde se encontraba una granja cercana a la ciudad de Dyersville que se usó como el hogar de los Kinsella; y también un almacén deshabitado se empleó para los sets interiores. Además, la localidad de Chisholm, Minnesota, que aparece en la película como la residencia de Graham, en realidad era la población de Galena en Illinois, y otras escenas se rodaron en Boston por una semana, entre las que destaca la del Fenway Park.
Pese a que el presupuesto, los actores y el equipo de filmación eran idóneos, y que la única condición para su trabajo era que la película fuera fiel al guion escrito por él mismo, Robinson no se sentía muy cómodo, pues creía que tenía mucha presión para realizar un filme exitoso. De hecho, muchas veces estaba tenso y deprimido, ya que consideraba que la producción no era tan buena como el libro, pero Lawrence Gordon le convenció de que el resultado sería muy provechoso.
Durante un almuerzo con la Cámara de Comercio de Iowa, Robinson dejó entrever su idea del final de la película. Él pensó en una interminable fila de coches con las luces frontales encendidas que se extendiera en el horizonte. Se le respondió que eso podía hacerse. Para realizar esa escena, en la ciudad de Dyersville hubo un apagón en la que tomaron parte sus habitantes, y también se involucraron vehículos de paso. Todos se dirigieron al parque de pelota, y a los automovilistas se les instruyó para que cambiaran de luces altas a bajas, para dar la sensación de movimiento. Por otra parte, el equipo de filmación en la granja se escondió para que la toma aérea no los grabara.

### El parque de pelota

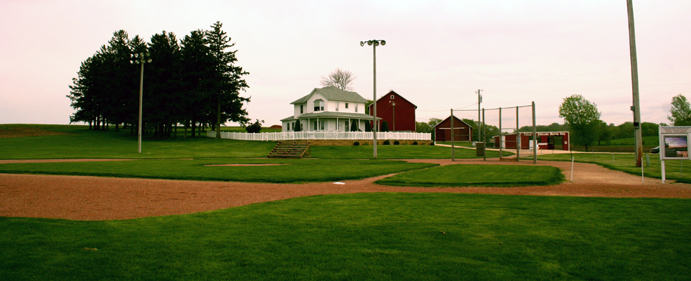
«El campo de los sueños» en Dyersville, Iowa. Al fondo se observa la casa que aparece en la película como el hogar de los Kinsella, y el pequeño graderío del parque de pelota.

La granja de los Kinsella estaba ubicada en la propiedad de Don Lansig, mientras el parque de pelota se encontraba en la granja vecina, cuyo propietario, Al Amsekamp, fue muy cooperativo con el equipo de producción. No obstante, hubo problemas con el calendario de filmación para tener la grama natural a punto, pero un experto en canchas de juego, quien era responsable del Dodger Stadium y del Estadio Rose Bowl, fue contratado para sembrarla. De todos modos, la grama fue pintada por el hecho que no habría tiempo para que tuviera un color natural.
Terminada la filmación, Amsekamp sembró maíz en su parcela, mientras Lansing mantuvo el suyo como un sitio turístico. No cobraba por la entrada ni el aparcamiento, y sus ganancias provenían de la tienda de recuerdos. Aproximadamente 65 mil personas la visitan anualmente. En julio de 2010, la granja que contiene el terreno de juego, se puso en venta. El 31 de octubre de 2011, el lugar se vendió a la compañía Go The Distance Baseball por una cantidad no revelada, aunque se cree que pudo haber ascendido a $5.4 millones de dólares.
Los propietarios de Go The Distance Baseball LLC adquirieron el diamante del terreno, y 193 acres adyacentes, para construir 24 parques de pelota a manera de complejo deportivo, llamado All-Star Ballpark Heaven, junto al sitio original donde se rodó la película. Sin embargo, un grupo de granjeros y residentes, que son vecinos de Field of Dream Land, formaron una organización llamada Comité Asesor de Residentes y Granjeros  (RAAC por sus siglas en inglés), y el 4 de septiembre de 2012 demandaron a la ciudad de Dyersville, en la que reclamaban que los regidores de la ciudad habían violado sus derechos al crear una zona colchón de 200 pies de largo con la rezonificación y anexión de toda la propiedad. Esta rezonificación fue a propósito, según ellos, y la zona colchón impidió a los granjeros oponerse al proyecto. El 12 de octubre de 2012, Mike y Denise Stillman, propietarios de Go The Distance Baseball LLC, demandaron a la RAAC por difamación, y la interferencia al derecho de adquirir la propiedad y el cobro de $16.5 millones de reducción de impuestos por parte del Estado.

### Música
El compositor James Horner no estaba del todo seguro de trabajar en la banda sonora de la película debido a problemas con el horario de rodaje, pero cambió de opinión al ver una toma no editada que le emocionó. Robinson había compuesto su propia banda sonora provisional, pero a los ejecutivos de la Universal no les había agradado, por lo que se sintieron complacidos con la contratación de Horner, y esperaban una composición de orquesta similar a la de su reciente trabajo en  An American Tail. Por el contrario, a Horner le gustó la banda sonora provisional, ya que le parecía «tranquila y enigmática», por lo que se basó en ella para crear una melodía que «se enfocara en las emociones». Aparte de esta composición, otras canciones de música pop se escuchan en la banda sonora de la película. Los créditos son los siguientes:
- Crazy - Escrita por Willie Nelson - Interpretada por Beverly D'Angelo.
- Daydream - Escrita por John Sebastian - Interpretada por Lovin' Spoonful.
- Jessica - Escrita por Dickey Betts - Interpretada por Allman Brothers Band.
- China Grove - Escrita por Tom Johnston - Interpretada por Doobie Brothers.
- Lotus Blossom - Escrita por Billy Strayhorn - Interpretada por Duke Ellington.